# Who's Who
《Who's Who》或《英国名人录》是英国出版的人物资料参考书，收录了超过3.3万名对世界产生重大影响的人，当中有法官、公务员、政治家、学者、运动员和艺术家。《Who's Who》1849年首版，截至2020年已出了172个版本。修订时，该书的编辑会向被收录人士发去问卷，当中会问到出生日期、协会会员身份、出版物、教育程度、联系方式等信息。